# 渡部真
渡部 真（わたべ まこと、1952年  - ）は、日本の社会学研究者。横浜国立大学名誉教授 、

## 人物・来歴
東京都出身、1976年東京大学教育学部教育社会学科卒業、1982年同大学院博士課程単位取得退学。横浜国立大学教育人間科学部助教授、教授。2018年定年退任、名誉教授。専門は教育社会学、犯罪社会学、青年期の社会学。
大学院在籍時から一貫して、教育社会学、犯罪社会学、青年期の社会学を専門として研究に取り組んでいる。青少年の犯罪、自殺、いじめなどの逸脱行動について、これを特別なものとみなして一方的に断罪するような視方に対して、我がこととして捉え青少年の立場に寄り添う対抗的言論を徹底して打ち立て続けている。
また、太宰治、ドストエフスキーやショーペンハウアーなどの文学・哲学にも造詣が深い。社会学の指向するものとして、文学や哲学と同様に「価値の転倒」をあげているように、文学や哲学と社会学を架橋する仕事をしている。とりわけ近年では、世間の常識に容易に迎合しない、自らの厭世的な人生観・世界観を前面に出した、平易な対話形式による著作を多く上梓している。

## 著書

### 単著
- 『90年代の青 映像に描かれた青年像』(Z会ペブル選書（増進会出版社, 1997年）
- 『ユースカルチャーの現在』（医学書院, 2002年）
- 『現代青少年の社会学』（世界思想社, 2006年）
- 『私説・教育社会学』（世界思想社, 2010年）

### 編著
- 『モラトリアム青年肯定論』（『現代のエスプリ』460号）（至文堂, 2005年）

### 共著
- （伊藤茂樹）『生徒指導の理論と実践』（樹村房, 1994年）
- （小池高史）『ユースカルチャーの社会学』（書肆クラルテ, 2011年）
- （小池高史）『青空文庫で社会学「孤独な心」をめぐる15章』（書肆クラルテ, 2014年）